# Шаранта
Шаранта (фр. Charente) — департамент Франції, один з департаментів регіону Нова Аквітанія. Порядковий номер 16.
Адміністративний центр — Ангулем. Населення 340 тис. чоловік (66-е місце серед департаментів, дані 1999 р.).

## Географія
Площа території 5956 км². Департамент включає 3 округи, 35 кантонів і 404 комуни.

## Історія
Шаранта був одним з перших департаментів, утворених під час Великої французької революції в березні 1790 р. Виник на території колишньої провінції Ангумуа. Назва походить від річки Шаранти.